# Pirámide cuadrada giroelongada
En geometría, la pirámide cuadrada giroelongada es uno de los sólidos de Johnson (J10). Como sugiere su nombre, puede construirse tomando una pirámide cuadrada y "giroelongándola", lo que supone pegar un antiprisma cuadrado a su base.
Un sólido de Johnson es uno de los 92 poliedros convexos que se componen estrictamente de caras poligonales regulares, pero que no son poliedros uniformes (es decir, no son sólidos platónicos, sólidos arquimedianos, prismas o antiprismas). Fueron nombrados por Norman Johnson, quien los enumeró por primera vez en 1966.

## Aplicaciones
La pirámide cuadrada giroelongada representa la geometría molecular antiprismática cuadrada rematada:

## Poliedro dual
El dual de la pirámide cuadrada giroelongada tiene 9 caras: 4 deltoides, 1 cuadrado y 4 pentágonos.
| Poliedro dual de la pirámide cuadrada giroelongada | Desarrollo del dual |
| -------------------------------------------------- | ------------------- |
|                                                    |                     |